# Nyíregyházai kistérség
A Nyíregyházai kistérség kistérség Szabolcs-Szatmár-Bereg megyében, központja Nyíregyháza.

## Települései
| Kálmánháza | Kótaj     | Nagycserkesz | Napkor | Nyíregyháza |
| Nyírpazony | Nyírtelek | Nyírtura     | Sényő  |             |

## Nevezetességei
Nyíregyházi Állatpark